# Benno Chajes

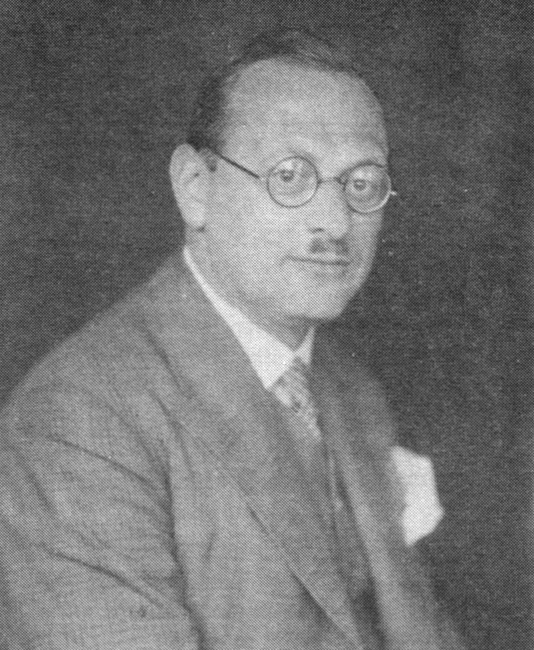
Benno Chajes 1880–1938

Benno Chajes (* 14. November 1880 in Danzig; † 3. Oktober 1938 in Ascona/Schweiz) war ein deutscher Mediziner, Hochschullehrer für Sozial- und Gewerbehygiene und zeitweise preußisches Landtagsmitglied der SPD.

## Leben und Wirken
Chajes stammte aus einem bürgerlichen jüdischen Elternhaus. Nach dem Gymnasium in Danzig studierte Chajes Medizin in Freiburg im Breisgau und Berlin. Er wurde 1903 in Freiburg zum Dr. med. promoviert. Verheiratet war er mit der Stieftochter von Eduard Bernstein Käte Schattner (Chajes gehörte dem Kreis um Bernstein an).
Ab 1903 war er Assistenzarzt, zunächst an der Charité und danach von 1904 bis 1907 an einer privaten Klinik bei Alfred Blaschko. Danach war er zur Weiterbildung kurzzeitig im Hospital St. Louis in Paris tätig und ab 1908 an der Urologischen Klinik in Berlin bei Hans Heinrich Goldschmidt. Seit 1911 praktizierte Chajes in einer von ihm eröffneten Privatklinik als Facharzt für Haut- und Geschlechtskrankheiten sowie für Urologie in Berlin.
Im Ersten Weltkrieg war Chajes Kriegsteilnehmer. Während der Novemberrevolution war er Vorsitzender des Arbeiter- und Soldatenrates für den Regierungsbezirk Frankfurt. Im Dezember 1919 war er Delegierter auf dem ersten Reichsrätekongress. Zwischen 1915 und 1920 war Chajes Stadtverordneter in Berlin-Schöneberg. Außerdem gehörte er zwischen 1928 und 1932 dem preußischen Landtag an.
Seit 1919 war Chajes ordentlicher Dozent und seit 1930 Honorarprofessor für Gewerbehygiene und soziale Hygiene an der technischen Hochschule in Berlin. Seit 1931 übernahm er nach dem Tod von Alfred Grotjahn das Institut für Sozialhygiene und war seit 1932 außerordentlicher Professor an der Universität in Berlin. Für die Wahl als Institutsleiter sprachen sich die Gewerkschaften aus und auch Ministerpräsident Otto Braun hat Chajes unterstützt.
Chajes war Herausgeber oder Redakteur etwa der Zeitschrift für soziale Hygiene, Fürsorge und Krankenhauswesen (1919–1923), dem Zentralblatt für Gewerbehygiene und Unfallverhütung, der Zeitschrift für Schulgesundheitspflege und soziale Hygiene. Darüber hinaus verfasste er zahlreiche medizinische und sozialhygienische Schriften. Darunter war der Grundriss zur Berufskunde und Berufshygiene (1919), Lehrbuch der Gewerbehygiene (1921) und das Kompendium der sozialen Hygiene (1931).
Aufgrund des Gesetzes zur Wiederherstellung des Berufsbeamtentums wurde ihm Anfang Mai 1933 der Lehrauftrag an der Universität Berlin entzogen. Er emigrierte zunächst in die Schweiz. Von dort ging er im März 1933 in die Türkei und wanderte von dort im Herbst nach Palästina aus. Dort war er maßgeblich am Aufbau sozial- und gewerbehygienischer Einrichtungen sowie des Krankenkassen- und Krankenhauswesens beteiligt. Er verstarb während einer Reise in die Schweiz 1938.